# Vovray-en-Bornes
Vovray-en-Bornes est une commune française située dans le département de la Haute-Savoie, en région Auvergne-Rhône-Alpes.

## Urbanisme

### Typologie
Au 1er janvier 2024, Vovray-en-Bornes est catégorisée commune rurale à habitat dispersé, selon la nouvelle grille communale de densité à sept niveaux définie par l'Insee en 2022.
Elle est située hors unité urbaine. Par ailleurs la commune fait partie de l'aire d'attraction de Genève - Annemasse (partie française), dont elle est une commune de la couronne,. Cette aire, qui regroupe 158 communes, est catégorisée dans les aires de 700 000 habitants ou plus (hors Paris),.

### Occupation des sols
L'occupation des sols de la commune, telle qu'elle ressort de la base de données européenne d’occupation biophysique des sols Corine Land Cover (CLC), est marquée par l'importance des territoires agricoles (50,3 % en 2018), en diminution par rapport à 1990 (53,1 %). La répartition détaillée en 2018 est la suivante : 
forêts (38,4 %), prairies (35 %), zones agricoles hétérogènes (15,3 %), zones urbanisées (5,9 %), milieux à végétation arbustive et/ou herbacée (5,4 %).
L'IGN met par ailleurs à disposition un outil en ligne permettant de comparer l’évolution dans le temps de l’occupation des sols de la commune (ou de territoires à des échelles différentes). Plusieurs époques sont accessibles sous forme de cartes ou photos aériennes : la carte de Cassini (XVIIIe siècle), la carte d'état-major (1820-1866) et la période actuelle (1950 à aujourd'hui).

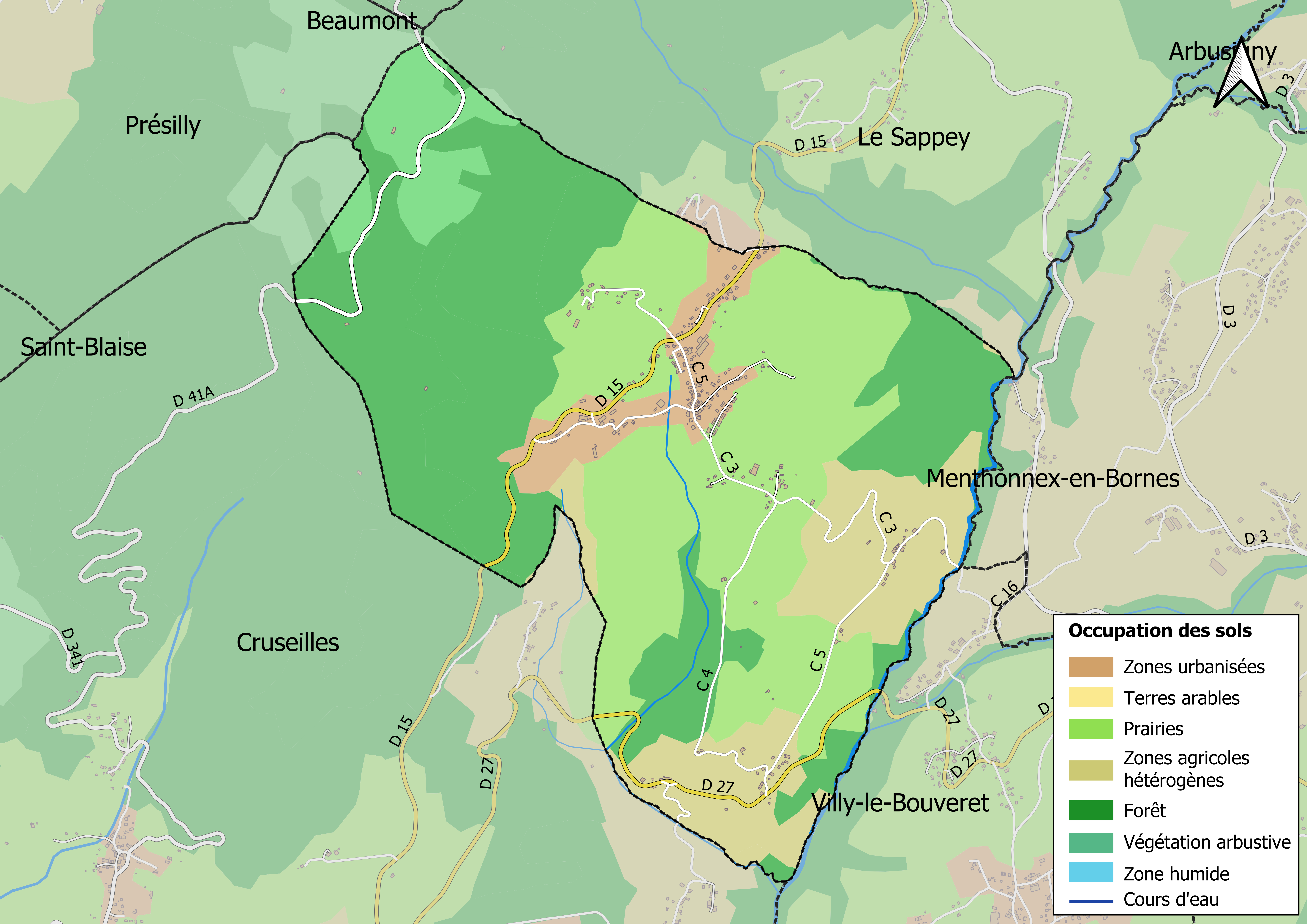
Carte des infrastructures et de l'occupation des sols en 2018 (CLC) de la commune.
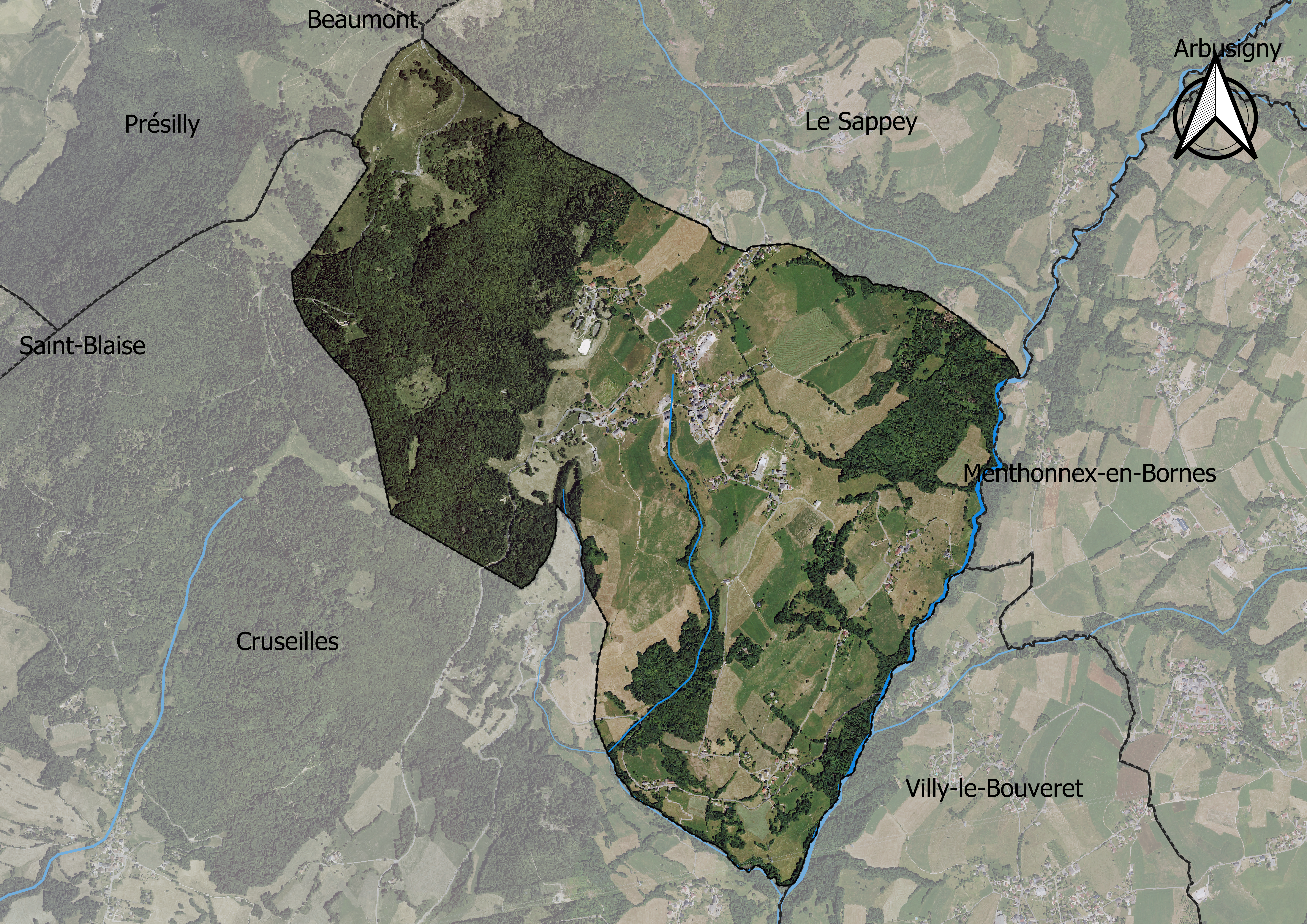
Carte orthophotogrammétrique de la commune.

## Toponymie
En francoprovençal, le nom de la commune s'écrit Vovré-an-Beûrne, selon la graphie de Conflans.

## Politique et administration

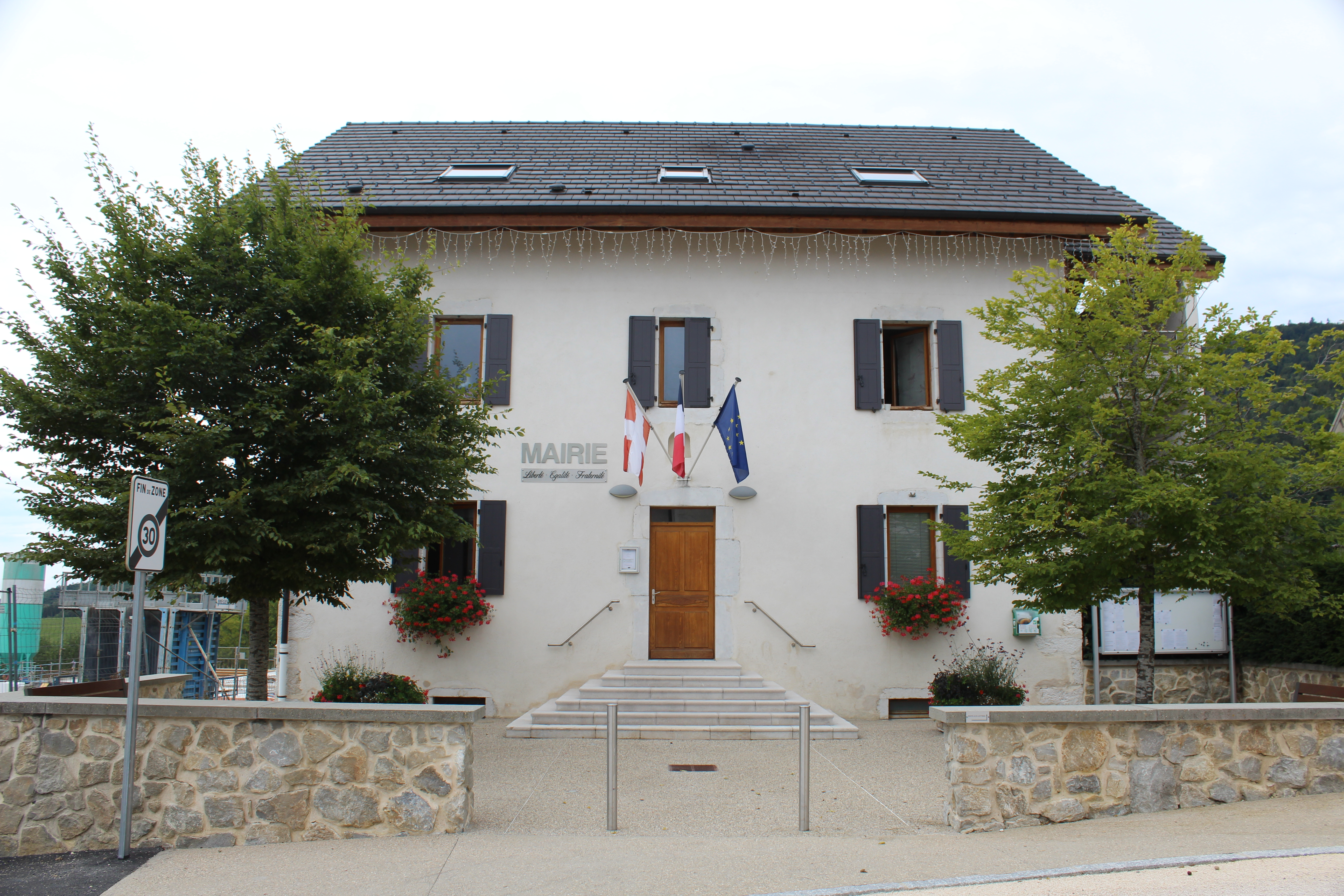
Mairie.

### Situation administrative
La commune de Vovray-en-Bornes, au lendemain de l'Annexion de la Savoie à la France de 1860, intègre le canton de Thorens au nouveau canton de Cruseilles, créé par décret le 20 décembre 1860. Après la Révolution,. Elle appartient, depuis 2015, au canton de La Roche-sur-Foron, qui compte 27 communes selon le redécoupage cantonal de 2014.
La commune est membre, avec douze autres, de la communauté de communes du Pays de Cruseilles.

### Liste des maires
| Période                                  | Période  | Identité     | Étiquette | Qualité                                                      |
| ---------------------------------------- | -------- | ------------ | --------- | ------------------------------------------------------------ |
| mars 2001                                | En cours | Xavier Brand | DVD       | Président de la Communauté de communes du pays de Cruseilles |
| Les données manquantes sont à compléter. |          |              |           |                                                              |

## Population et société

### Démographie
Ses habitants sont appelés les Vovraysiens.
L'évolution du nombre d'habitants est connue à travers les recensements de la population effectués dans la commune depuis 1793. Pour les communes de moins de 10 000 habitants, une enquête de recensement portant sur toute la population est réalisée tous les cinq ans, les populations de référence des années intermédiaires étant quant à elles estimées par interpolation ou extrapolation. Pour la commune, le premier recensement exhaustif entrant dans le cadre du nouveau dispositif a été réalisé en 2006.

En 2022, la commune comptait 556 habitants, en évolution de +21,4 % par rapport à 2016 (Haute-Savoie : +6,01 %, France hors Mayotte : +2,11 %).
| 1793 | 1800 | 1806 | 1822 | 1838 | 1848 | 1858 | 1861 | 1866 |
| ---- | ---- | ---- | ---- | ---- | ---- | ---- | ---- | ---- |
| 252  | 265  | 268  | 300  | 390  | 384  | 408  | 373  | 374  |

| 1872 | 1876 | 1881 | 1886 | 1891 | 1896 | 1901 | 1906 | 1911 |
| ---- | ---- | ---- | ---- | ---- | ---- | ---- | ---- | ---- |
| 400  | 443  | 448  | 425  | 457  | 403  | 432  | 456  | 432  |

| 1921 | 1926 | 1931 | 1936 | 1946 | 1954 | 1962 | 1968 | 1975 |
| ---- | ---- | ---- | ---- | ---- | ---- | ---- | ---- | ---- |
| 338  | 330  | 304  | 301  | 284  | 238  | 217  | 186  | 178  |

| 1982 | 1990 | 1999 | 2006 | 2011 | 2016 | 2021 | 2022 | - |
| ---- | ---- | ---- | ---- | ---- | ---- | ---- | ---- | - |
| 185  | 221  | 275  | 333  | 377  | 458  | 555  | 556  | - |

### Médias
La commune édite un journal municipal, Vovraysienne. Il est également possible de le consulter sur le site de la ville (numéros depuis 2010).

#### Radios et télévisions
La commune est couverte par des antennes locales de radios dont France Bleu Pays de Savoie, ODS radio, Radio Semnoz… Enfin, la chaîne de télévision locale TV8 Mont-Blanc diffuse des émissions sur les pays de Savoie. Régulièrement l'émission La Place du village expose la vie locale. France 3 et sa station régionale France 3 Alpes, peuvent parfois relater les faits de vie de la commune.

#### Presse et magazines
La presse écrite locale est représentée par des titres comme Le Dauphiné libéré, L'Essor savoyard, Le Messager - édition Genevois, le Courrier savoyard.

### Évènements
- Festival Cuivres en Bornes : 5e édition en juillet 2007 avec comme invitée Marie-Christine Barrault pour la soirée de clôture.

## Culture et patrimoine

### Lieux et monuments
- Église Saint-Christophe (XIXe siècle)[14].

### Héraldique
| Armes de Vovray-en-Bornes | Les armes de Vovray-en-Bornes se blasonnent ainsi : D'or à une rivière d'azur en fasce accompagnée de trois macles de sable rangées en chef et d'un mont de trois coupeaux de sinople mouvant de la pointe. |